# Junkers Ju 322
Junkers Ju 322 Mammut foi um planador militar de transporte aéreo construído pela Junkers, semelhante a uma grande asa voadora, para ser usado pela Luftwaffe no transporte de tropas e máquinas de guerra. Dois exemplares foram construídos, contudo o governo alemão decidiu dar preferência ao Messerschmitt Me 321. Depois do programa ser cancelado, ambos os exemplares foram destruídos.